# 청구원인
청구원인(請求原因, 독일어: Anspruchsgrund)은 소장에 기재할 원고의 주장하는 심판의 대상(訴訟物)을 특정함에 필요한 사실을 말한다. 청구의 취지의 기재만으로 이것을 명확하게 할 수 있는 경우는 청구의 원인을 기재할 필요가 없으나(확인의 소의 경우), 이행의 소 경우와 형성의 소 경우에 있어서는 청구의 취지 기재만으로는 그 청구가 어느 실체법상의 청구권에 기한 것이냐(불법행위에 기한 손해배상청구냐 아니면 채무불이행에 기한 이혼청구냐), 어떠한 형성원인에 의한 것이냐(악의의 遺棄에 기한 이혼청구냐 아니면 혼인을 계속할 수 없는 중대한 사유에 기한 이혼청구냐)가 불명한 경우가 있으며 이러한 경우에는 청구의 원인 기재를 요한다. 이상과 같이 소송물을 실체법상의 청구권이나 형성요건으로 나누는 생각(舊訴訟物論)에 반대해서 이것들을 세분하지 아니하는 입장(新訴訟物論)에서는 청구의 취지로서 급부의 내용 등이 특정되면 충분하므로 통상 청구의 원인을 기재하지 않아도 가하다. 다만 이러한 경우에도 날짜를 달리하는 별개의 매매에 의한 동일한 금액의 금전급부를 구하는 경우 등에서는 소송물을 식별하고 특정하기 위해서 청구 원인을 기재할 필요가 있다. 더욱 민사소송법 186조의 청구의 원인은 의미가 다르며 수액(數額)을 도외시한 청구권 자체를 가리킨다.

## 기재례

### I. 피고 위기백에 대한 청구

#### 1. 임대차계약의 체결 경위 및 그 내용

##### 가. 원고와 소외 모두외와의 매매계약의 체결
원고는 2017. 9. 13. 소외 부리태로부터 서울 강남구 강남동 12-1 대 120m2와 그 지상 건물(이하 "너희빌딩'이라 합니다)을 대금 14억에 매수하고, 같은 해 10. 15. 그 명의로 소유권이전등기를 경료하였습니다.

##### 나. 임대인 지위의 승계
그런데 위 부리태는 원고가 위 건물을 매매하기 이전인 1999. 4. 1. 피고 위기백에게 위 너희빌딩 12층 점포 80m2(이하, '이 사건 점포'라 합니다)를 임대차보증금 1억원, 차임 월 2만원, 임대차기간은 2011.6. 1.부터 2012. 5. 1.까지 1년으로 하되, 계약기간이 만료되는 때 쌍방의 이의가 없으면 계약기간은 1년 연장하는 것으로 정하고 임대하고(이하, '이 사건 임대차'라 합니다), 2001. 6. 1. 피고 위기백에게 인도하였습니다.
원고는 2007. 9. 13.

## 같이 보기
- 청구취지
- 처분권주의
- 중복소제기

## 참고 문헌
- 전병서, 민사소송법, 로스쿨 민사소송법, 법문사 2009.